# Augie Piesek i pies Tata
Augie Doggie i Doggie Daddy / Augie Doggie (ang. Augie Doggie and Doggie Daddy) – serial animowany wyprodukowany w 1959 roku przez studio Hanna-Barbera.
W Polsce serial był emitowany najpierw w latach 70. XX w. i w latach 80. XX w. w programie Zwierzyniec, gdzie emitowano go tam pod tytułem „Augie Doggie”, a potem w latach 90. XX w. pod nazwą „Augie Doggie i Doggie Daddy” w bloku Godzina z Hanna-Barbera.

## Fabuła
Bohaterami serialu są mały piesek Augie (w niektórych polskich przekładach serialu jego imię było tłumaczone jako August, Auguścik) i jego tata. Augie jest  mądrym dzieckiem o zdolnościach naukowych, a jego tata stara się być bardzo troskliwym ojcem i chcąc zrozumieć swego synka, bez przerwy studiuje książkę Psychologia dziecka.

## Spis odcinków
| Nr             | Polski tytuł              | Angielski tytuł        |
| SERIA PIERWSZA | SERIA PIERWSZA            | SERIA PIERWSZA         |
| -------------- | ------------------------- | ---------------------- |
| 001            | Schowany lis              | Fox Hound Hounded Fox  |
| 002            | Patrz na Augiego          | Watch Dog Augie        |
| 003            | Skunkuje ci bardzo        | Skunk You Very Much    |
| 004            | Piknik wszech czasów      | In The Picnic Of Time  |
| 005            | Wysoki i ulotny           | High & Flighty         |
| 006            | Dalej, Dalej, Dalej       | Nag, Nag, Nag          |
| 007            | Mówienie do psa           | Talk It Up Pup         |
| 008            | Ti Vi czy nie Ti Vi       | Tee Vee Or Not Tee Vee |
| 009            | Wielkie granie            | Big Top Pop            |
| 010            | Złodziej miliona dolarów  | Million Dollar Robbery |
| 011            | I gra muzyka              | Pup Plays Pop          |
| 012            | Psia natura               | Pops Nature Pup        |
| 013            | Mysie polowanie           | Good Mouse Keeping     |
| 014            | Szczeniaku, gdzie jesteś? | Whatever Goes Pup      |
| 015            | Szczęśliwy kot            | Cat Happy Pappy        |
| 016            |                           | Ro-Butler              |
| 017            |                           | Pipsqueak Pop          |
| 018            | Sklubowany                | Fan Clubbed            |
| 019            |                           | Crow Cronies           |
| 020            | Kaczki                    | Gone To The Ducks      |
| 021            | Mały Mars                 | Mars Little Precious   |
| 022            |                           | Swats The Matter       |
| 023            | Snagglepuss               | Snagglepuss            |
| 024            | Pyszne mięsko             | Hum Sweet Hum          |
| 025            |                           | Peck, O, Trouble       |
| 026            | Kudłaci i łaciaci         | Fuss & Feathers        |
| 027            |                           | Yuk, Yuk Duck          |
| 028            |                           | Its A Mice Day         |
| 029            |                           | Bud Brothers           |
| 030            |                           | Pint Giant             |
| 031            |                           | Its A Worm Day         |
| 032            |                           | Patient Pop            |
| 033            |                           | Lets Duck out          |
| 034            |                           | The Party Lion         |
| 035            |                           | The Musket Tears       |
| 036            |                           | Horse Fathers          |
| 037            |                           | Playmute Pup           |
| 038            |                           | Little Wonder          |
| 039            |                           | Treasure Jest          |
| 040            |                           | Ape To Z               |
| 041            |                           | Growing, Growing Gone  |
| 042            |                           | Dough Nutty            |
| 043            |                           | Party Pooper Pop       |
| 044            |                           | Hand To Mouse          |
| 045            |                           | Vacation Tripped       |